# Kinntanna Peak
Kinntanna Peak är en bergstopp i Antarktis. Den ligger i Östantarktis. Norge gör anspråk på området. Toppen på Kinntanna Peak är 2 725 meter över havet.
Terrängen runt Kinntanna Peak är kuperad västerut, men österut är den platt. Trakten är obefolkad. Det finns inga samhällen i närheten. 